# Leonid Wassiljewitsch Spirin
Leonid Wassiljewitsch Spirin (russisch Леонид Васильевич Спирин; * 21. Juni 1932 in Schaworonki, Oblast Moskau, Russland; † 23. Februar 1982) war ein russischer Geher und Olympiasieger, der für die Sowjetunion antrat.
Bei den Olympischen Spielen 1956 wurde anstelle des 10.000-Meter-Gehens erstmals das 20-km-Gehen ausgetragen. Leonid Spirin gewann den Wettbewerb in 1:31:27 h vor seinen Mannschaftskameraden Antanas Mikėnas (1:32:03 h) und Bruno Junk (1:32:12 h). Vierter wurde der Schwede John Ljunggren (1:32:24 h) vor dem Briten Stan Vickers (1:32:34 h).
Zwei Jahre später gewann Leonid Spirin in 1:35:04 h Silber bei den Europameisterschaften 1958 in Stockholm. Gold gewann Vickers, der mit 1:33:09 h allerdings einen deutlichen Vorsprung hatte, nachdem seine unmittelbaren Verfolger Bruno Junk und Dieter Lindner aus der DDR kurz vor dem Ziel disqualifiziert worden waren.